# Igelsbachsee
Der Igelsbachsee und der etwas größere Kleine Brombachsee sind die beiden Vorsperren des Großen Brombachsees im bayerischen Mittelfranken im Landkreis Weißenburg-Gunzenhausen.
Der Stausee ist nach dem ihm im Nordwesten zufließenden Igelsbach benannt. Ein weiterer Zufluss ist der Gänsbach. Aufgestaut wird er durch einen Damm im Südosten. Der Pegel des Sees schwankt nur gering; das Stauziel liegt bei 411 m ü. NN und die tiefsten Bereiche des Sees liegen zwischen 399 m ü. NN und 400 m ü. NN. Das Wasser des Igelbachsees fließt in den Großen Brombachsee ab, bei dem das Stauziel auf 410,5 m ü. NN liegt und das Absenkziel auf 403,5 m ü. NN  mit also Pegelschwankungen von bis zu 7 Metern.

## Geographie
Der See liegt rund 37 km Luftlinie südsüdwestlich von Nürnberg und unmittelbar nordöstlich von Absberg sowie südlich von Stockheim. In einem sich nach Osten öffnenden Tal umgeben ihn Wälder. Er zählt mit weiteren Seen und kleinen Teichen zum Fränkischen Seenland.

## Staudamm
Der Staudamm ist als Zwischendamm zum östlich liegenden Großen Brombachsee ausgeführt, mit einem Kronenniveau von 413,5 m ü. NN und einer Länge von 0,6 km. Zum Schutz gegen Unterspülung  des Absperrbauwerks liegt unterhalb des Kerns eine Dichtwand, die auf den bis zu 26 Meter tiefer liegenden Felsuntergrund hinunterreicht. Die Gesamthöhe des Bauwerks ist hier bis zu 26 Meter.

## Bilder

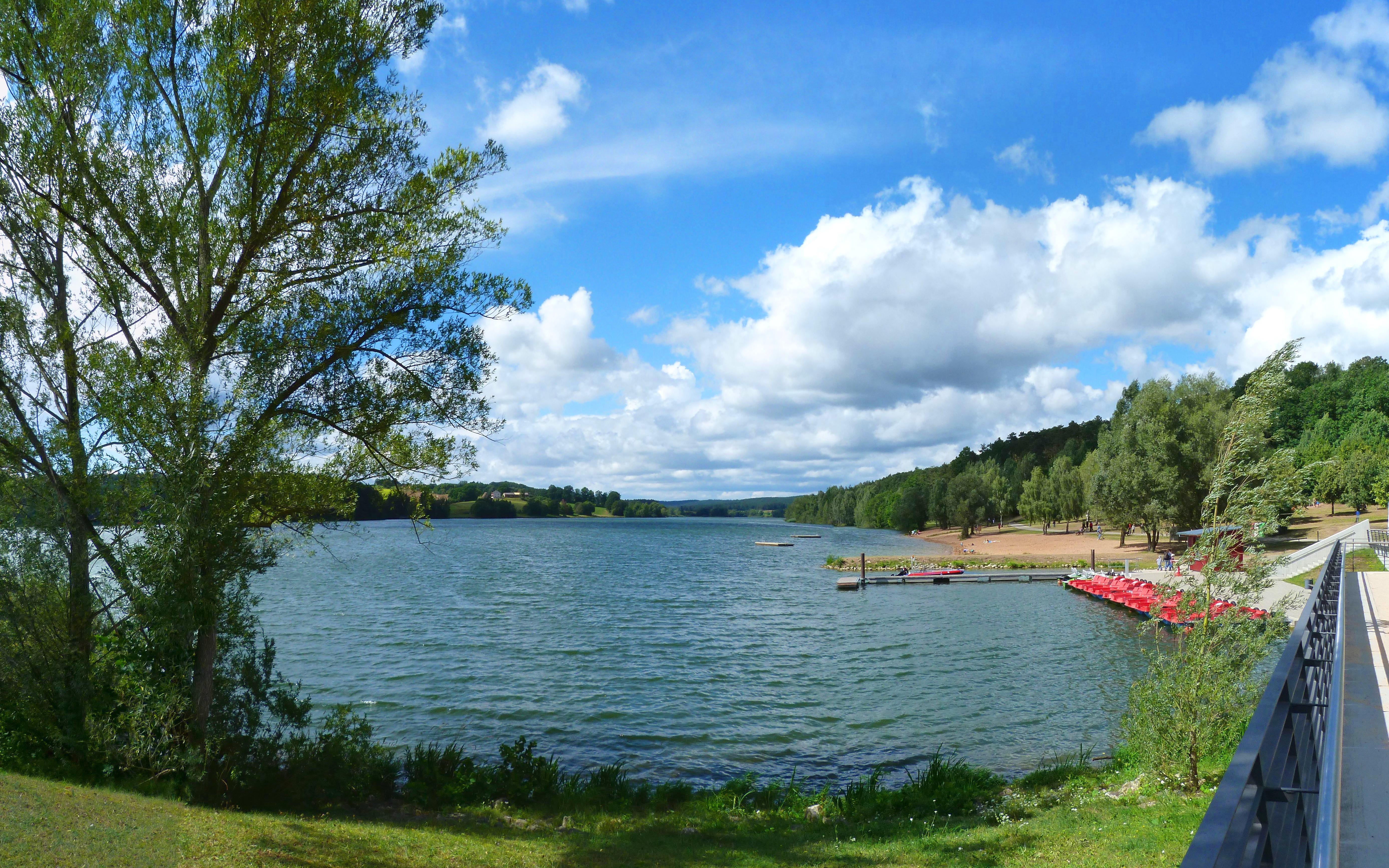
Der Igelsbachsee bei Enderndorf
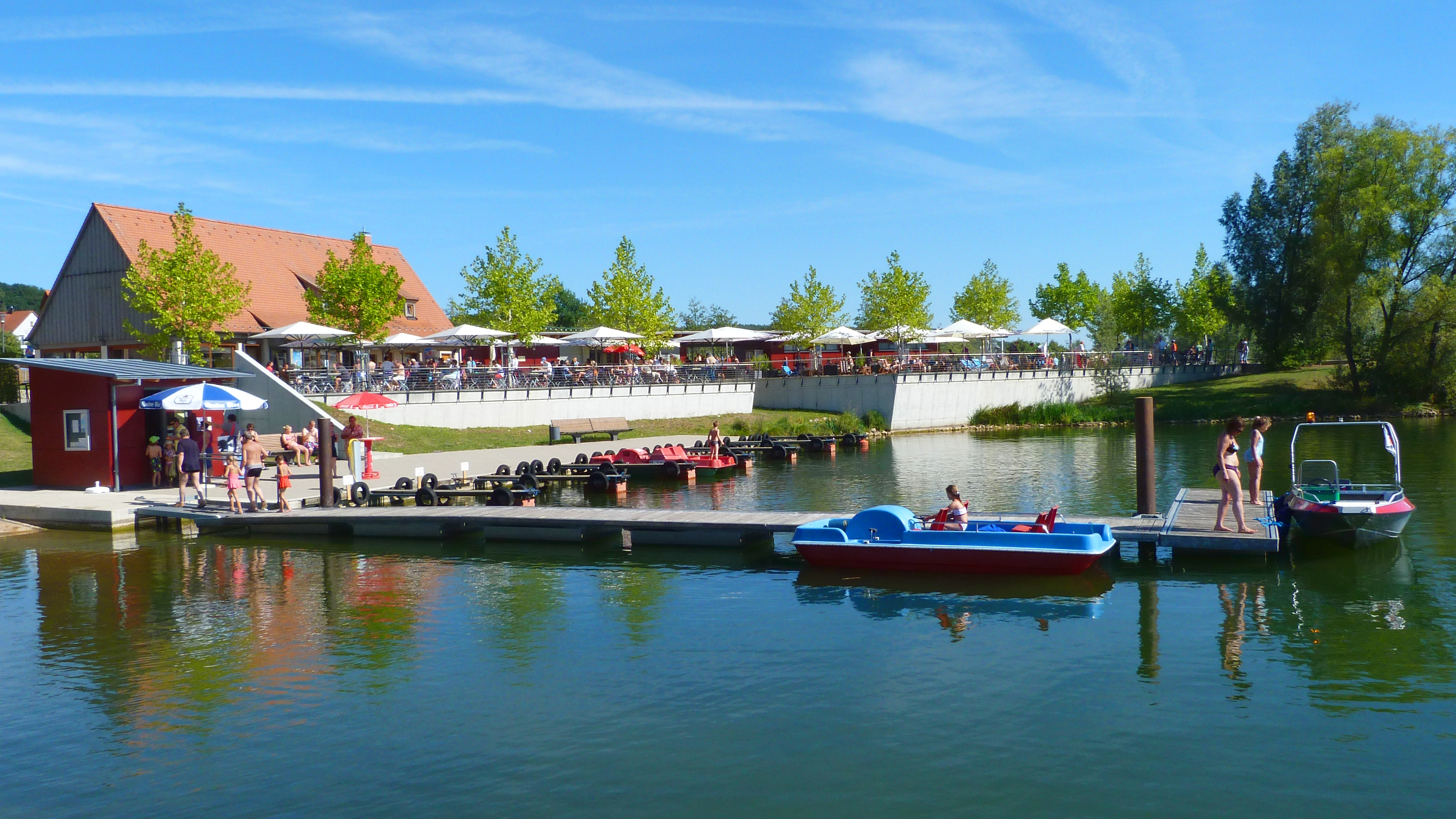
Badestrand am Igelsbachsee Enderndorf
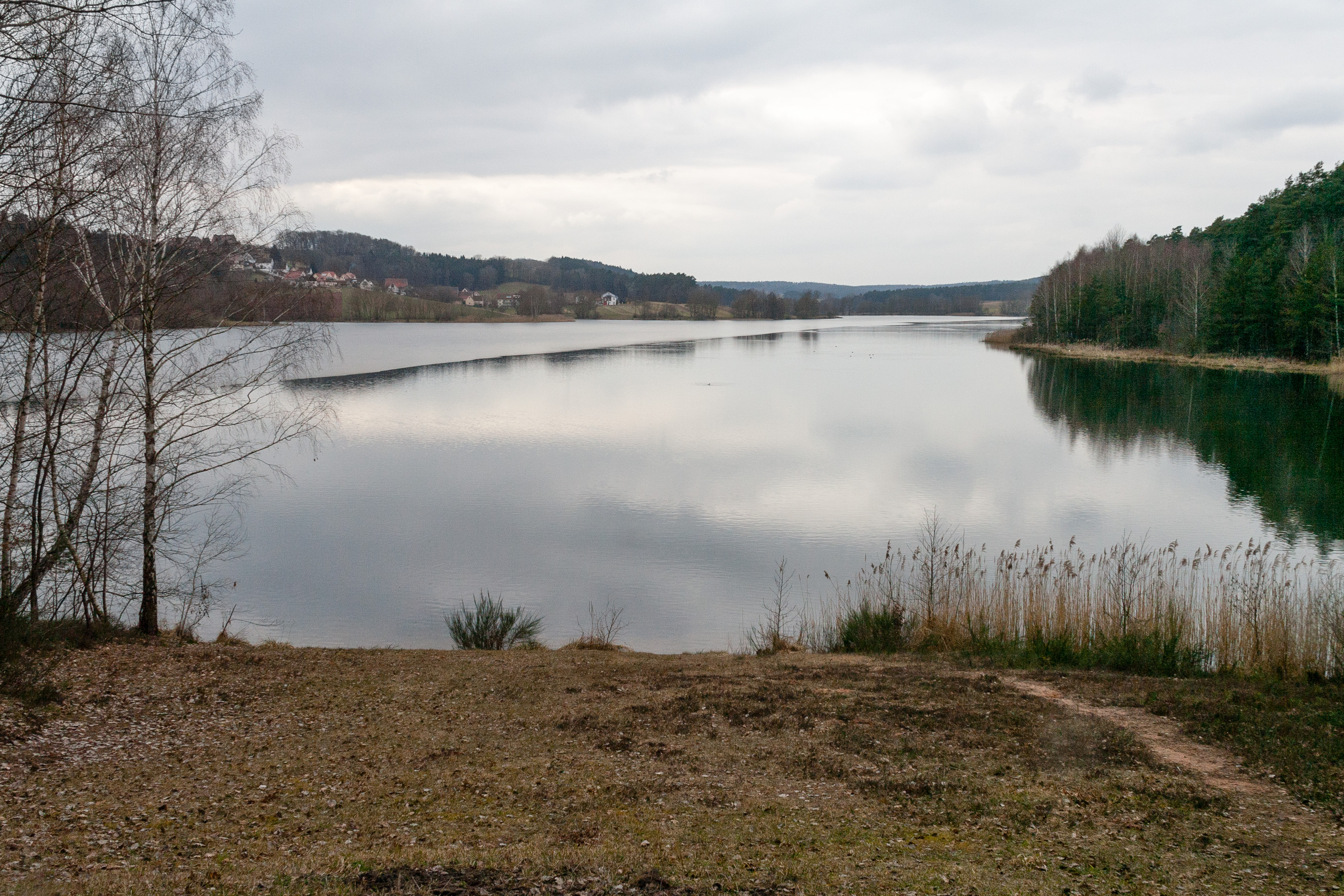
Der Igelsbachsee im Vorfrühling
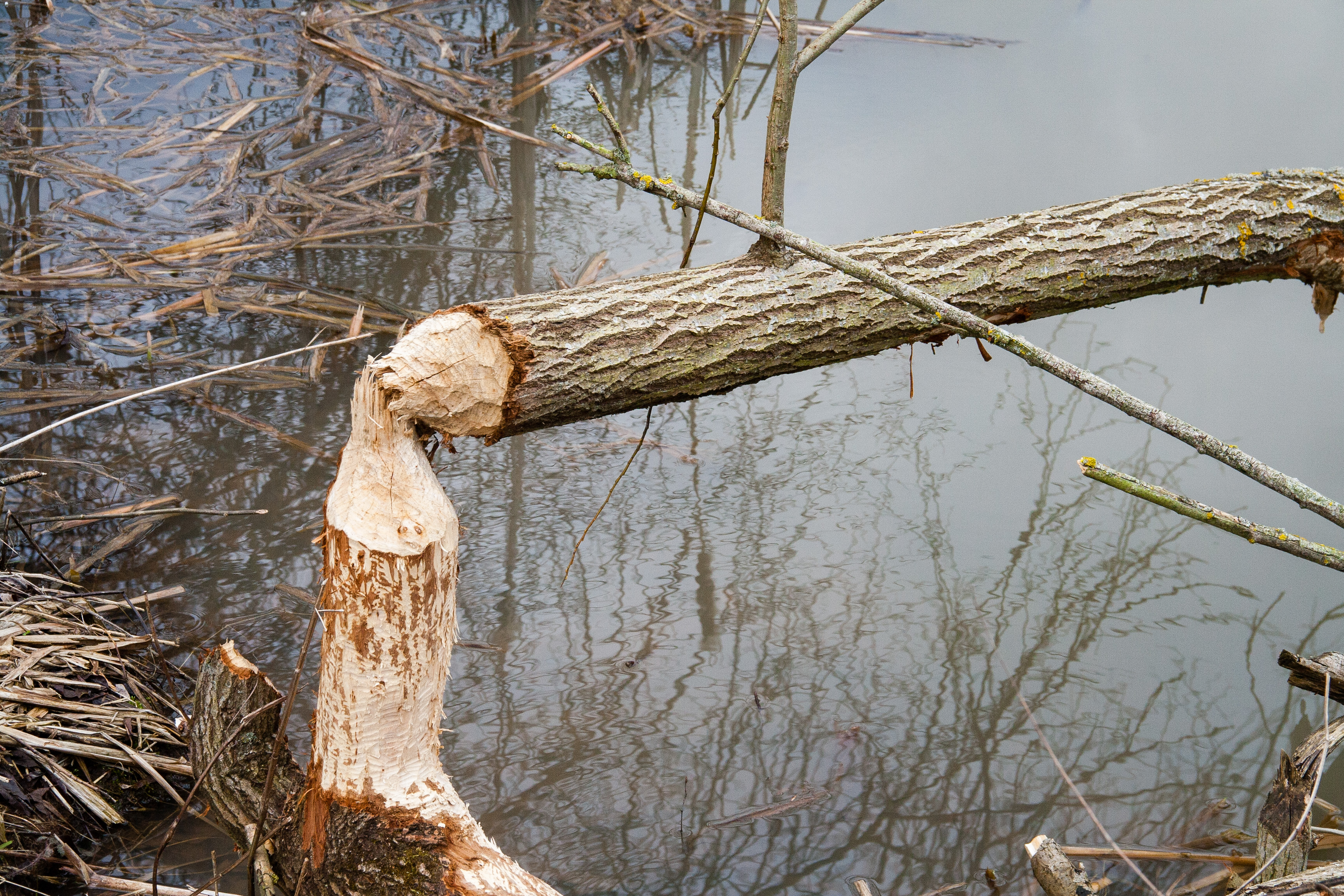
Biberspuren am Igelsbachsee